# 大南川水库
大南川水库是中国青海省西宁市湟中县境内的一座水库，位于湟水支流大南川河上，建于1974年。水库正常库容为1300万立方米，集雨面积为407平方千米，海拔为2640.5米。